# Ácido pangámico
El ácido pangámico (anteriormente conocido como vitamina B15) no es una vitamina, pues no se requiere como tal para el metabolismo humano en ninguna cantidad.
Químicamente es denominado ácido D-gluconodimetil aminoacético. 

## Usos
Hoy en día no existen usos demostrados para esta molécula. Se ha utilizado en medicina alternativa junto a otro producto llamado amigdalina (anteriormente conocida como vitamina B17, que más tarde se modificó para crear el compuesto sintético similar conocido como Laetrile), que tampoco se trata de una vitamina, sino de un compuesto derivado del núcleo de la semilla de albaricoque que es hidrolizado en el intestino a un azúcar y cianuro de hidrógeno, cuya actividad se ha hipotetizado desde 1950 como posible tratamiento del cáncer debido a la falta de la enzima rodanasa de las células tumorales, que les impide neutralizar el cianuro.
Hoy en día no existe eficacia demostrada en el uso de ambas sustancias para tratar procesos malignos, sin embargo existen algunos testimonios que avalan su uso, sobre todo el de la amigdalina.

### Deficiencia
No existen deficiencias al no ser una vitamina.